# Alfredo Bianchi
Alfredo Bianchi (Lucca, 27 dicembre 1929 – 10 settembre 1993) è stato un politico e sindacalista italiano.

## Biografia
Sindacalista della CGIL, è segretario della Camera del Lavoro di Lucca dal 1963 al 1972. 
Alle elezioni politiche del 1972 fu eletto alla Camera col Partito Comunista Italiano, ottenendo 13.746 preferenze (subentrò a Umberto Terracini, optante per il Senato). Terminò il mandato parlamentare nel 1976.
Muore all'età di 63 anni nel settembre del 1993.